# 木藤蓼
木藤蓼（学名：Fallopia aubertii）为蓼科何首乌属下的一个种。也称康藏何首乌、山荞麦、奥氏蓼。